# Lure of the Wilderness
Lure of the Wilderness is een Amerikaanse avonturenfilm uit 1952 onder regie van Jean Negulesco. Destijds werd de film in Nederland uitgebracht onder de titel Lokkende wildernis.

## Verhaal
Een jong meisje en haar vader worden ten onrechte beschuldigd van moord. Ze verschuilen zich in de moerassen van Georgia. Ze sluiten vriendschap met een pelsjager, die in de moerassen op zoek is naar zijn hond.

## Rolverdeling
| Acteur          | Personage      |
| --------------- | -------------- |
| Jean Peters     | Laurie Harper  |
| Jeffrey Hunter  | Ben Tyler      |
| Constance Smith | Noreen McGowan |
| Walter Brennan  | Jim Harper     |
| Tom Tully       | Zack Taylor    |
| Harry Shannon   | Pat McGowan    |
| Will Wright     | Sheriff Brink  |
| Jack Elam       | Dave Longden   |
| Harry Carter    | Ned Tyler      |